# یودی‌اف ۲۴۵۷
یودی‌اف ۲۴۵۷ یک ستاره است که در صورت فلکی کوره قرار دارد.